# 豐田Sienta
豐田Sienta（日语：シエンタ）在中国译名為豐田辛塔:217，是一款由日本豐田汽車製造配备有側滑門的小型MPV，初代于2003年9月推出，自二代開始加重行銷海外市場，在香港、新加坡、印度尼西亚、马来西亚、台湾、老挝和泰国等地都有上市，三代轉以日本市場為主加上少量的出口販售。Sienta在臺灣是丰田Wish停產後，自2016年引進接手MPV市場的车型，與次紧凑型车Vitz採同一平台打造。

## 第一代Sienta（XP80；出產時間：2003–2015）
第一代Sienta於2003年在日本推出。Sienta還可以通過平行進口在香港，印尼和新加坡找到。
Sienta在首次生產的三年後（即2006年）進行了改型。改型後新增了雙電動側滑門和添加了多種新顏色，例如：蘋果綠、炮銅灰、金屬藍等。
Sienta配備1.5升智能可變配氣正時系统（VVT-i）汽油發動機，轉速為6,000 rpm，功率為82 kW（110 hp; 111 PS），配備了無段自動變速器（CVT）。而防鎖死煞車系統（ABS）和電子制動力分配系統（EBD）是標準配置。
2007年，豐田在Sienta（僅日本車型）提供了選裝的遠程信息處理服務G-BOOK。
在2010年，儘管銷售狀況還算不錯，但由於Sienta的車齡，豐田在2010年第三季度從其產品列表中移除了Sienta。Sienta於2011年5月重新引入，並保持不變（重新命名的內飾等級和採用不同設計的新運動車型Sienta DICE）。

### 圖集

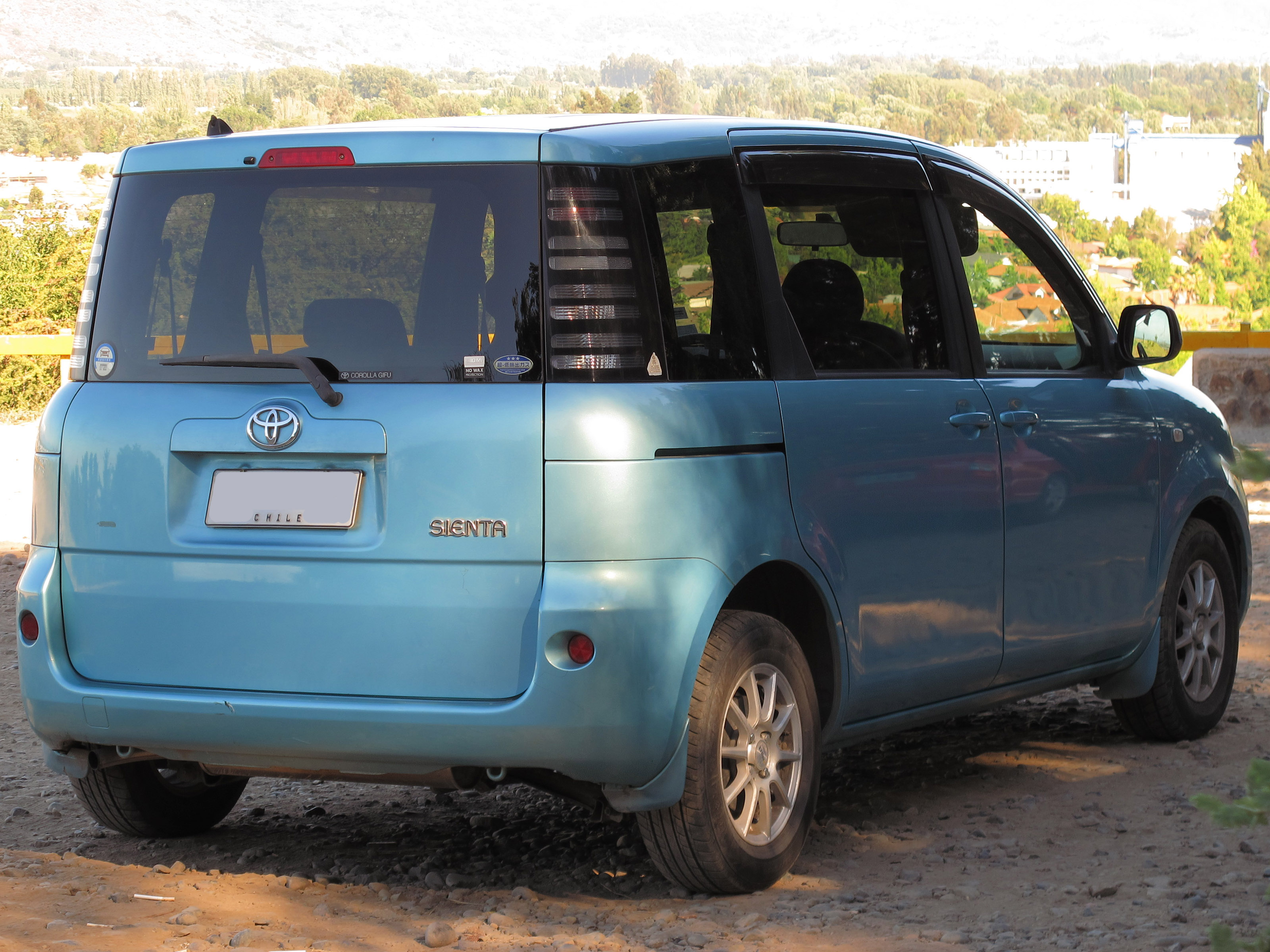
2003–2006 豐田 Sienta（日本）
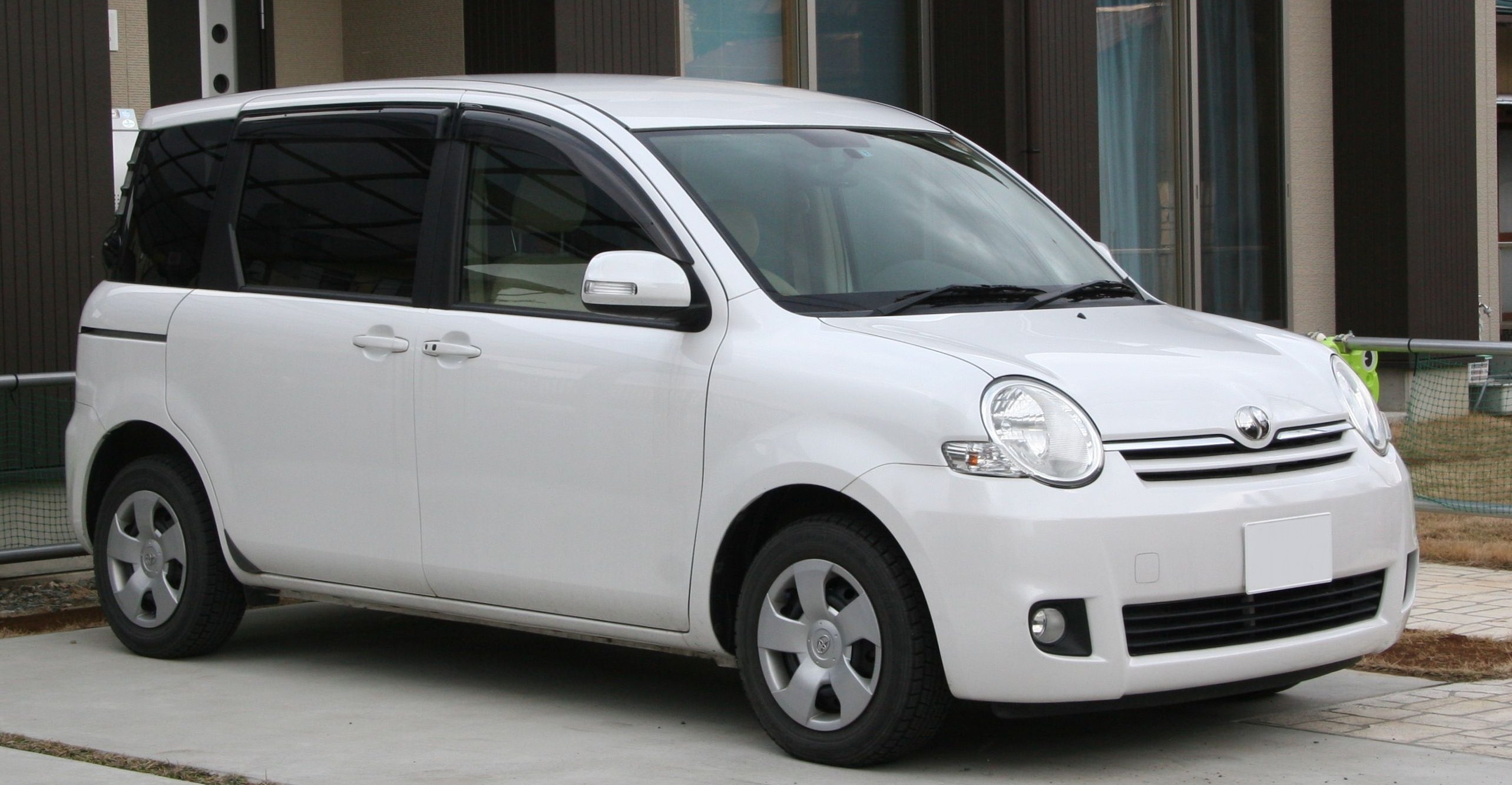
2006–2010 豐田 Sienta（日本）
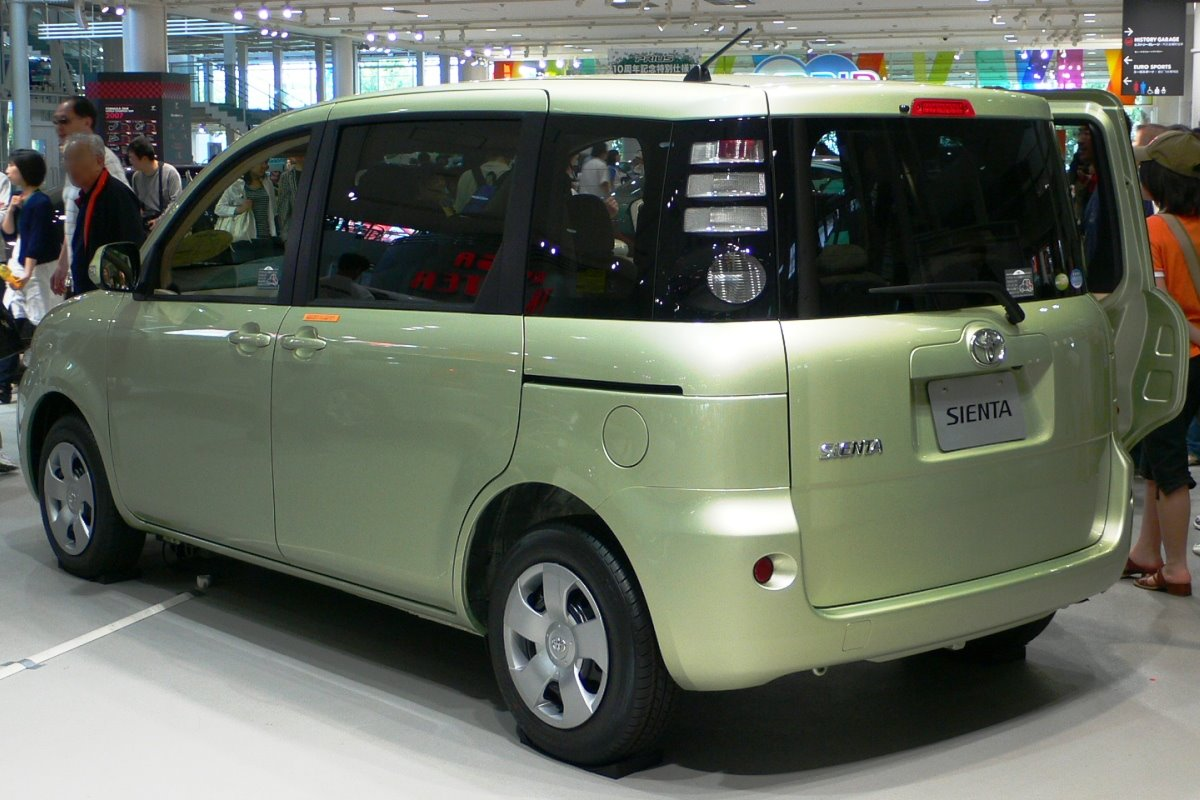
2006–2010 豐田 Sienta（日本）
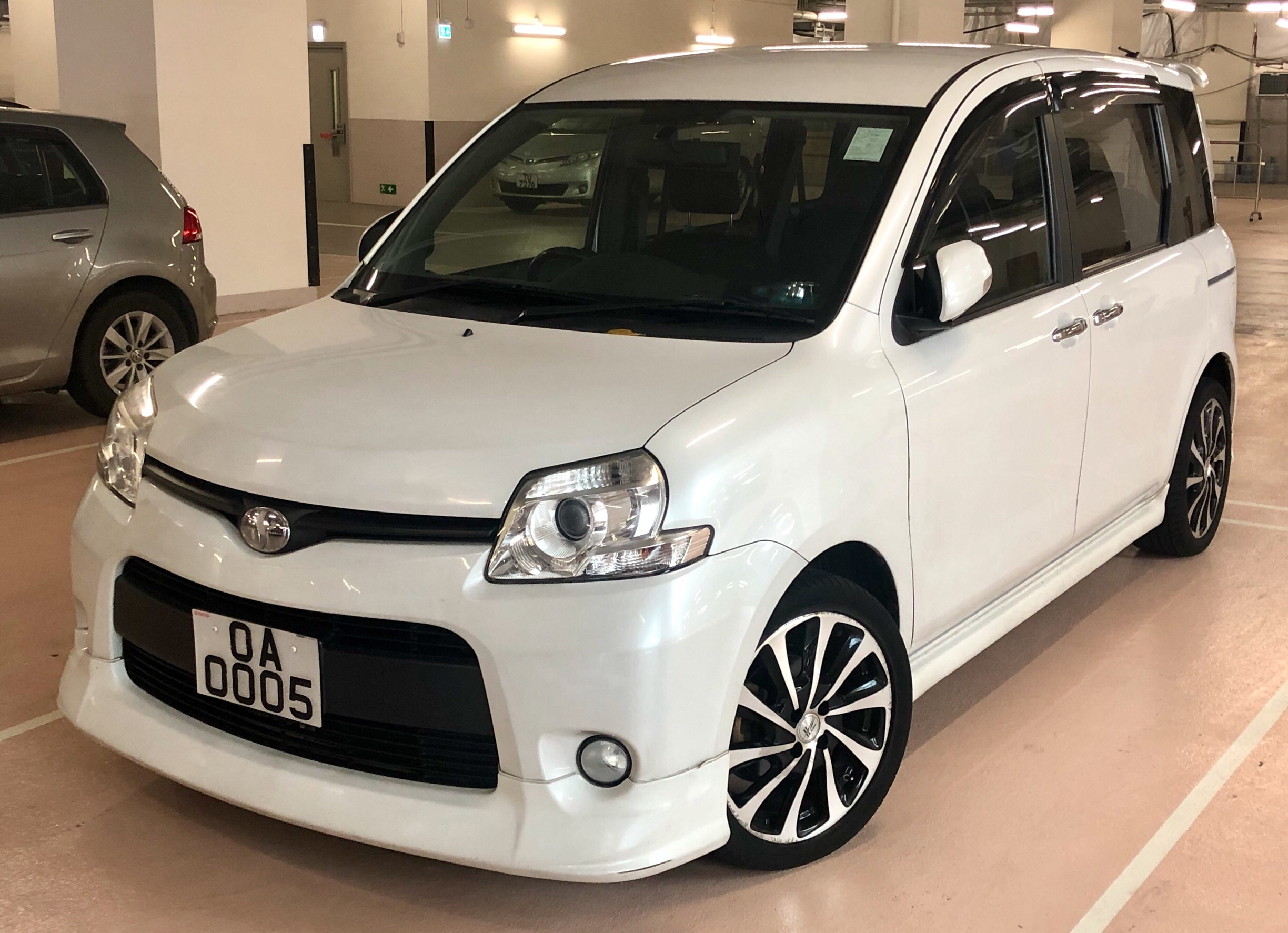
2011–2015 豐田 Sienta DICE（香港）
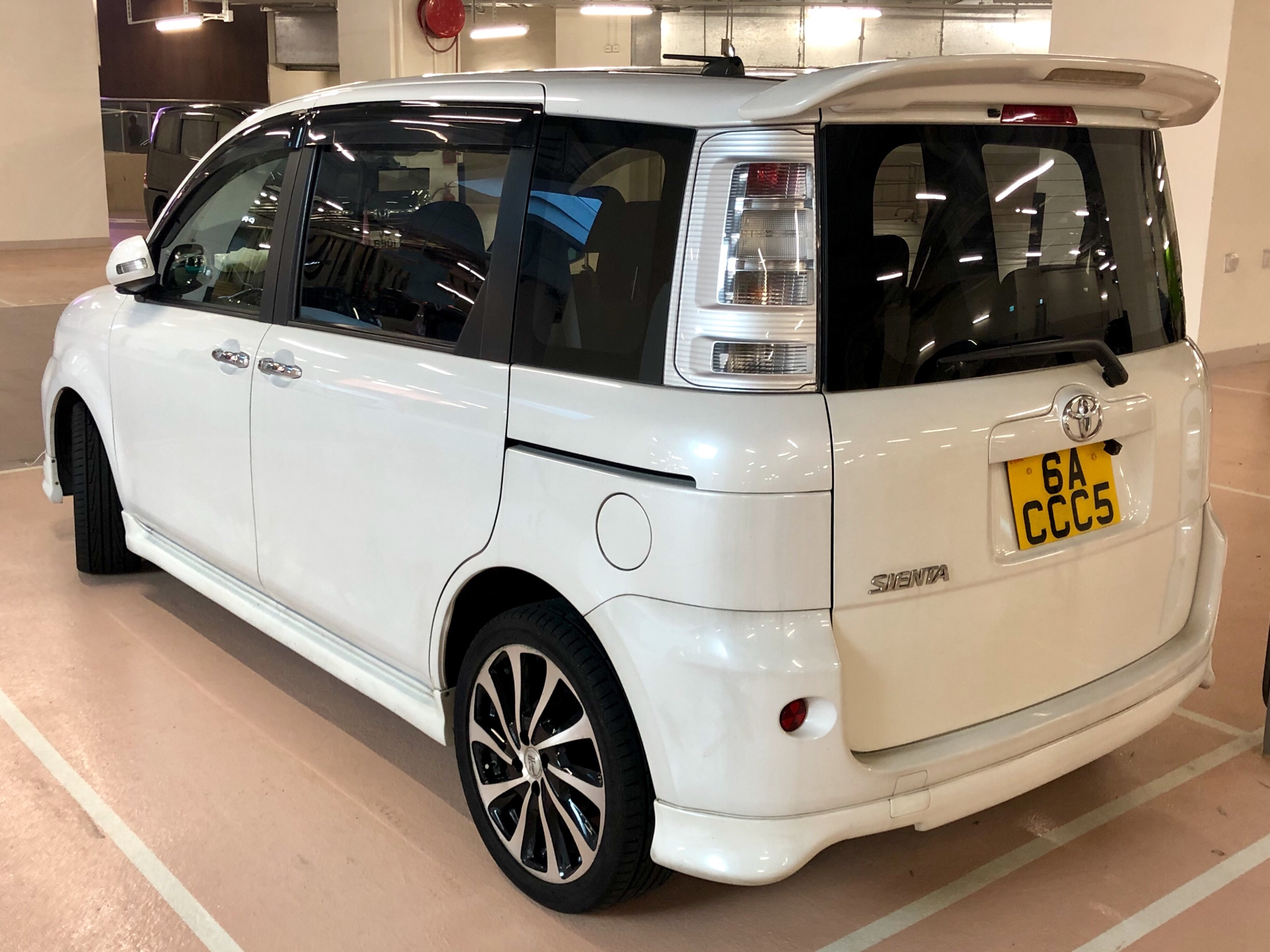
2011–2015 豐田 Sienta DICE（香港）
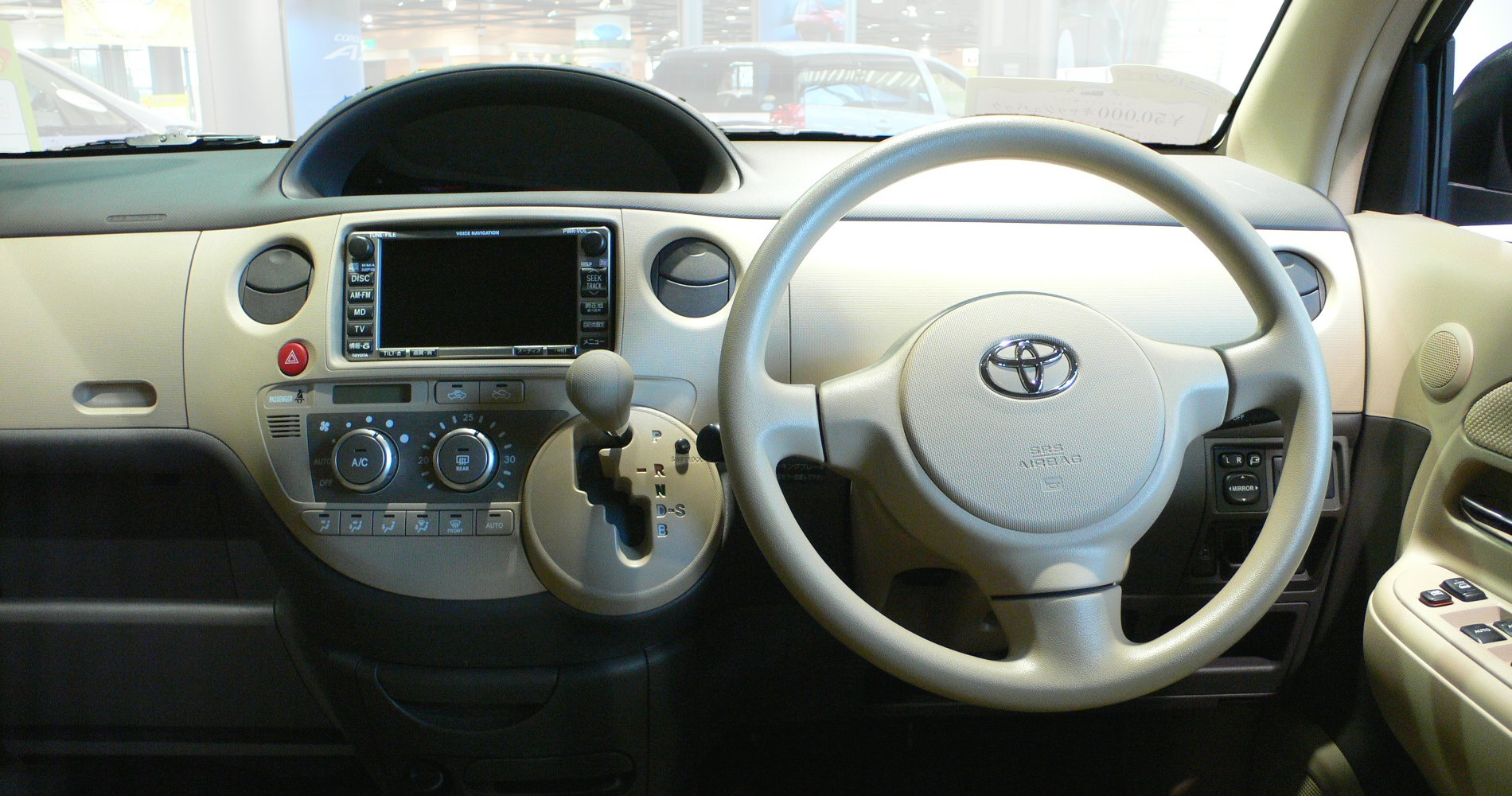
車內

## 第二代Sienta（XP170；2015–2024年）
第二代Sienta於2015年7月9日首次亮相。該車款不像前身（第一代Sienta）的盒形形狀，而第二代Sienta的靈感來自於登山鞋的形狀啟發的全新外觀設計。此外，它配備巨大水箱罩和連接燈的前後保險槓裝飾。
此車提供三種內部佈局：7人座，6人座和5人座（適用於輪椅使用者）。與上一代型號相比，內部空間在所有區域都得到了增加。還有一種混合動力車型，根據日本JC08循環測試，其可返回27.2 km/L（77 mi/imp gal；64 mi/US gal），使購買此車的人士可享有生態汽車補貼和稅收優惠（日本）。在FWD配置中，非混合式Sienta返回20.6 km/L（58 mi/imp gal；48 mi/US gal）。此車亦配備了怠速熄火系統（Stop & Start System）。 第二代Sienta也是第一款在香港銷售的非平行進口Sienta系列產品，Sienta也可以在新加坡購買。
第二代Sienta屬於日本的X，G，Hybrid X和Hybrid G內飾級別。

### 市場

#### 印度尼西亞（印尼）
豐田汽車在印度尼西亞（印尼）的官方經銷商Toyota Astra Motor於2016年4月7日在第24屆印度尼西亚国际车展宣布了第二代Sienta。2016年6月下旬開始在卡拉旺，西爪哇省的Toyota Motor Manufacturing Indonesia工廠生產印尼規格的Sienta，並於2016年7月26日開始銷售。為了滿足印尼的地理條件，在印尼規格的Sienta的車身比日本市場Sienta高20 mm（1英寸）。因此，空調按鈕進行了重新設計，而換擋杆的位置也移到了地板上，以放置6速手動變速箱和握把手掣。它使用2NR-FE 1.5升雙VVT-i發動機，並提供以下四種不同的內飾級別：
- “E”級入門級內飾，配備有基本必需品，例如投影儀前燈，單吹風機AC，單色數字多信息顯示/ MID，雙DIN音頻，帶有CD / DVD /藍牙/ USB / AUX的視頻和導航系統，防盜器，帶外蓋的標準15英寸車輪，手動滑門和配有防鎖死煞車系統（ABS），電子制動力分配系統（EBD）和紧急情况的雙盤制動器剎車輔助系統（BA）。配備6速手動變速箱和無段自動變速器（CVT）。但於2019年9月停產。
- “G”中低級內飾。帶有“E”級的設備的“G”中低級飾件和帶有語音辨識的“Toyota Move”，用於音頻，視頻和導航系統的空中手勢和鏡像功能，後部設有空調，左側設有電動移門，15英寸合金輪轂和千斤頂刀式鑰匙。配備6速手動變速箱和無段自動變速器。而對於改款車型，僅提供6速手動變速箱。
- “V”中高級內飾，帶有“G”級中的設備和帶有手動調平功能的雙滷素前照燈，帶按動啟動和停止按鈕的無鑰匙鑰匙，雙電動側滑門和16英寸合金輪轂和配備6速手動變速箱和無段自動變速器。
- “Q”旗艦級水平飾件，配備“V”飾件，加上自動矯正的雙光束的發光二極體（LED）、日間行車燈（DRL）、TFT彩色4.2英寸MID、電子穩定程式（ESP）和車內為深棕色和白色。僅提供CVT。[13]

Modellista車身套件也可作為經銷商安裝的選件提供，其標記為“有限”（印尼）。

#### 馬來西亞
馬來西亞規格的Sienta於2016年8月18日推出。由於馬來西亞並沒有製造Sienta的工廠，所以所有從馬來西亞出售的Sienta都是由印尼進口。Sienta提供兩種內飾：1.5 G和1.5V，而1.5 G和1.5 V內飾均具有車身穩定控制系統（VSC）、上坡輔助系統（HAC）和3個安全氣囊作為標準配置。最先進的“ V”型內飾在車頂頂部增加了雙光束LED燈、手動啟動和停止按鈕（不用汽車鑰匙）、智慧型車門啟閉系統、雙電動滑門、行車記錄儀，電子儀表板、倒車攝像頭和自動空氣調節的標準功能。同時，G級將鹵素大燈，遙控鑰匙系統，手動交流電，單電動側滑門作為標準配置。
2018年，G級被移除，V級對第二行的USB端口，可移動後備箱墊和升級的可選配件進行了升級。

#### 台灣
Sienta於2016年10月在台灣推出，以替代市場上的豐田Wish。Sienta配備1.5升的2NR-FE發動機和1.8升的2ZR-FAE發動機（標配車身穩定輔助系統，上坡輔助系統和2個安全氣囊）。在台灣觀音區的新工廠生產，並作為左駕車輛生產和銷售。最先進的產品包括雙光束LED前大燈，LED尾燈，6個安全氣囊，平視單元，雙電動側滑門，彩色屏幕行程表，倒車攝像頭，皮革包裹的方向盤和變速箱旋鈕，以及雙層前擋風玻璃作為頂級標準配置。
Sienta Crossover於2020年12月7日在台灣推出，配備1.8升的2ZR-FAE發動機，以及專屬運動化懸吊並加高20mm。  
近日國瑞汽車已經陸續跟相關零組件供應商告知，Sienta在2024年9月底全面停產，庫存會供應到年底為止。

#### 泰國
Sienta在泰國提供1.5 G和1.5 V兩種內飾等級。最先進的“V”級增加了雙光束LED燈、手動啟動和停止按鈕（不用汽車鑰匙）、智慧型車門啟閉、系統電子儀表板和自動空氣調節的標準功能，還有四種顏色可供選擇：金屬橙、超級白、金屬銀和Attitude Black Mica（暫無翻譯）。

### 改型

#### 2018年日本市場改型
改型的第二代Sienta於2018年9月11日在日本發售。增加了五座的Sienta變體，稱為Sienta Funbase。水箱罩經過輕微修飾，帶有虛線圖案以及側面鍍鉻飾邊。

#### 2019年東南亞市場改型
改型的東南亞市場Sienta於2019年8月6日在泰國推出 並於2019年9月2日在印度尼西亞發布。 與日本市場改型不同的是這些更改僅適用於水箱罩和內飾的某些部分。其他更改包括360度全景攝像頭，內置行車記錄儀以及駕駛員和第二排乘客的扶手。前保險槓是印尼市場專用的Q飾條，配有空氣動力套件。

### 圖片

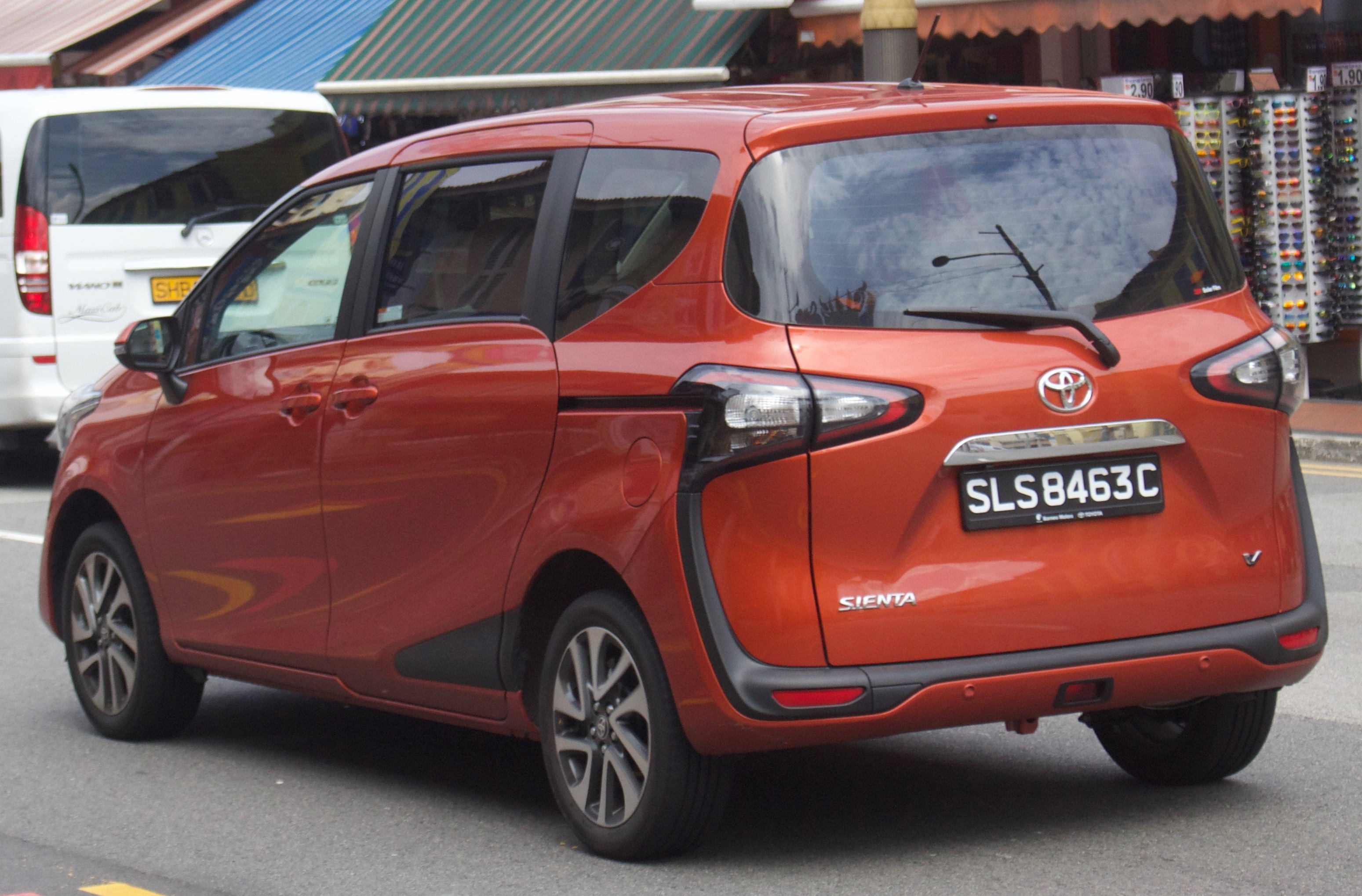
2017 豐田Sienta 1.5 V（NSP170；未改型，新加坡）
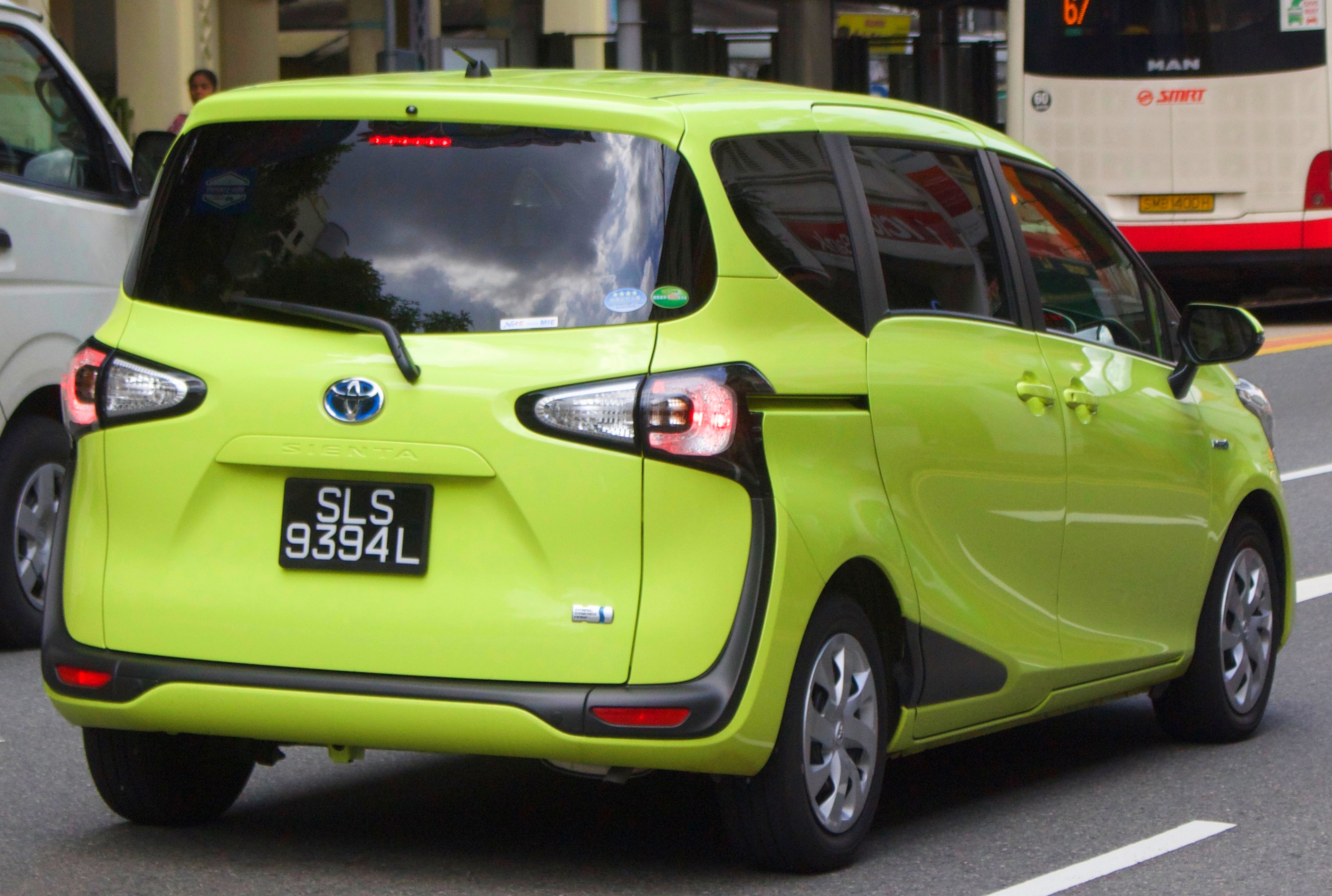
2016 豐田Sienta Hybrid（NHP170G；未改型，新加坡）
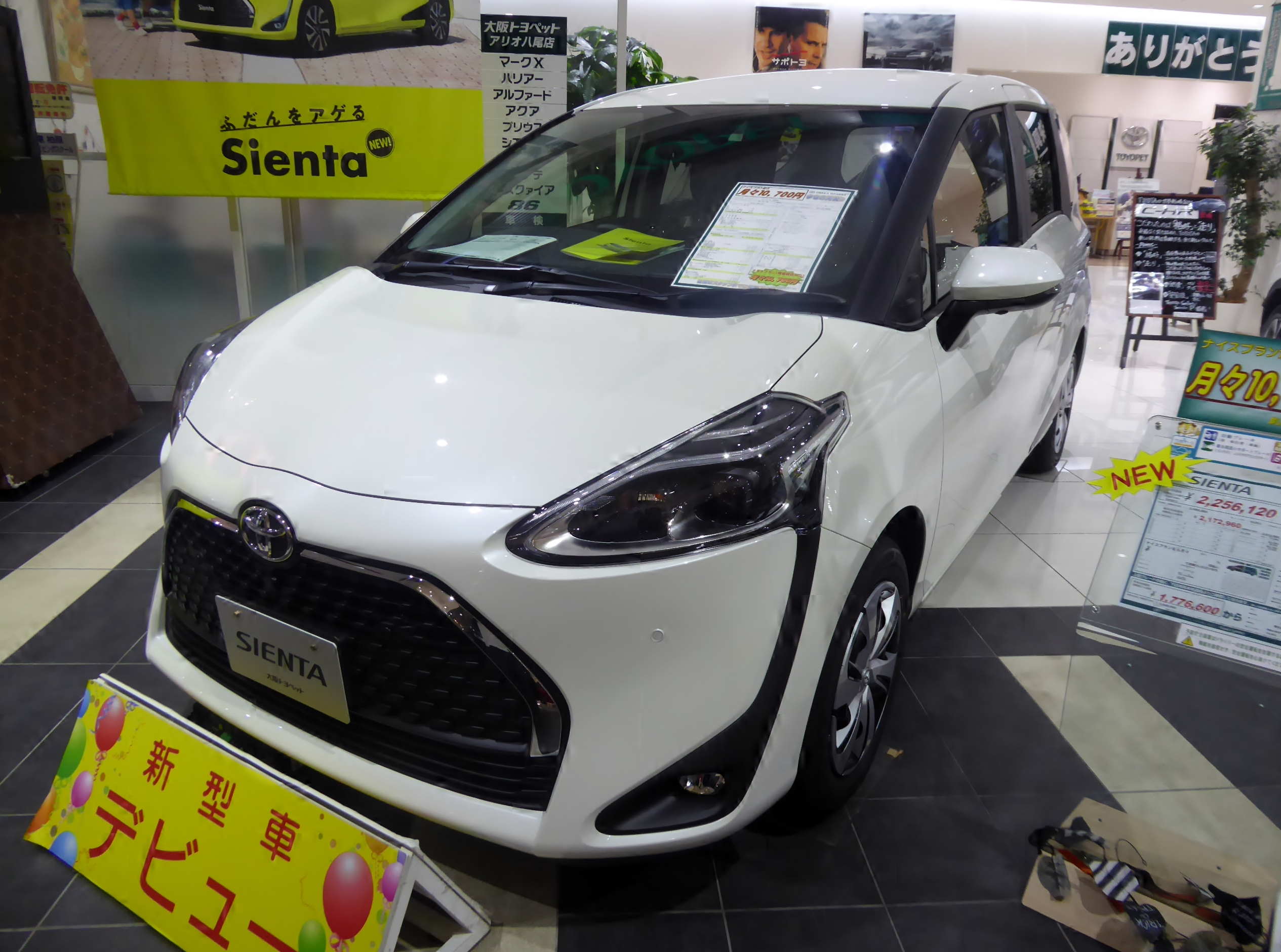
2018 豐田Sienta G Cuero（NSP170；改型，日本）
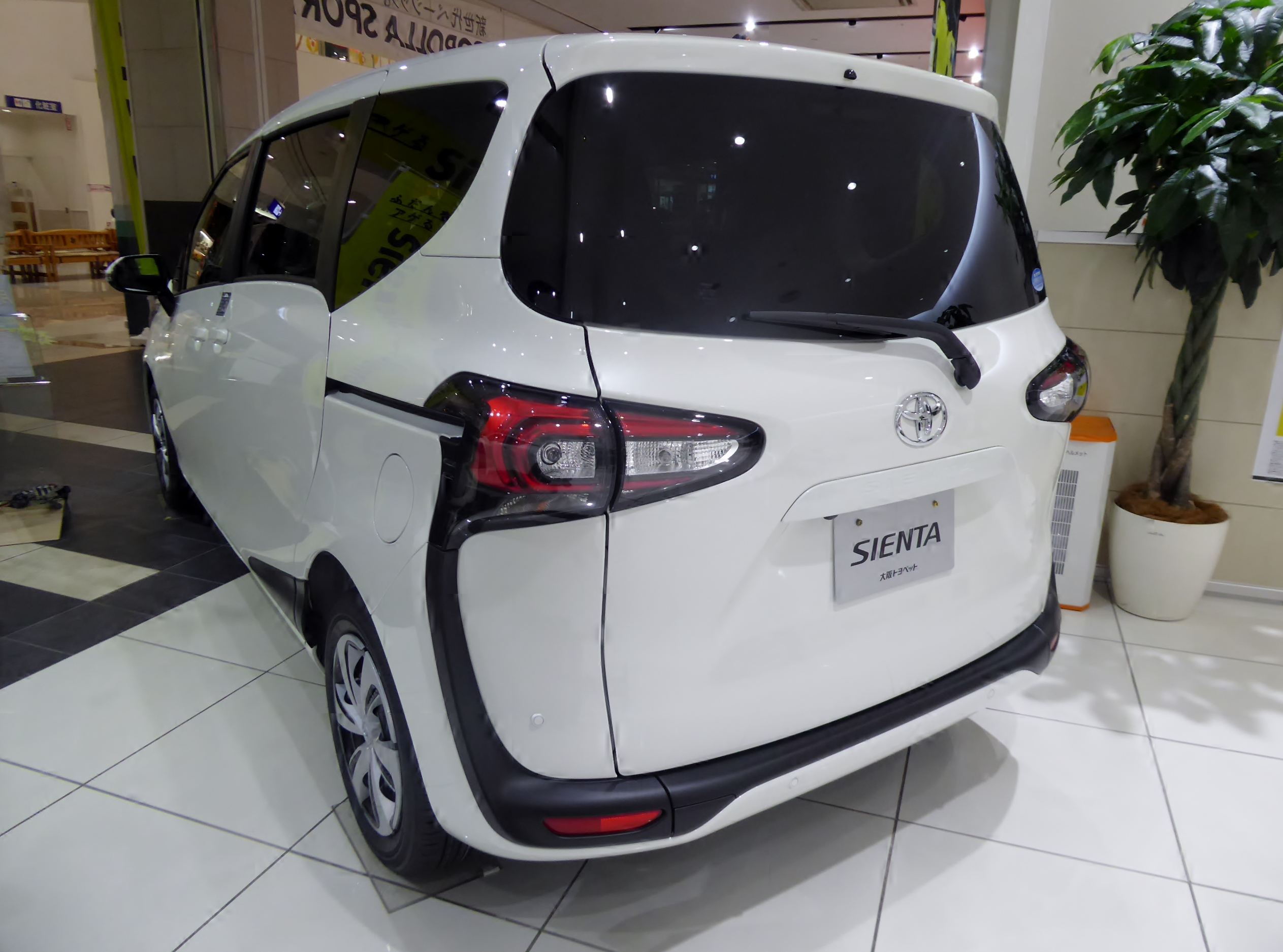
2018 豐田Sienta G Cuero（NSP170G；改型，日本）
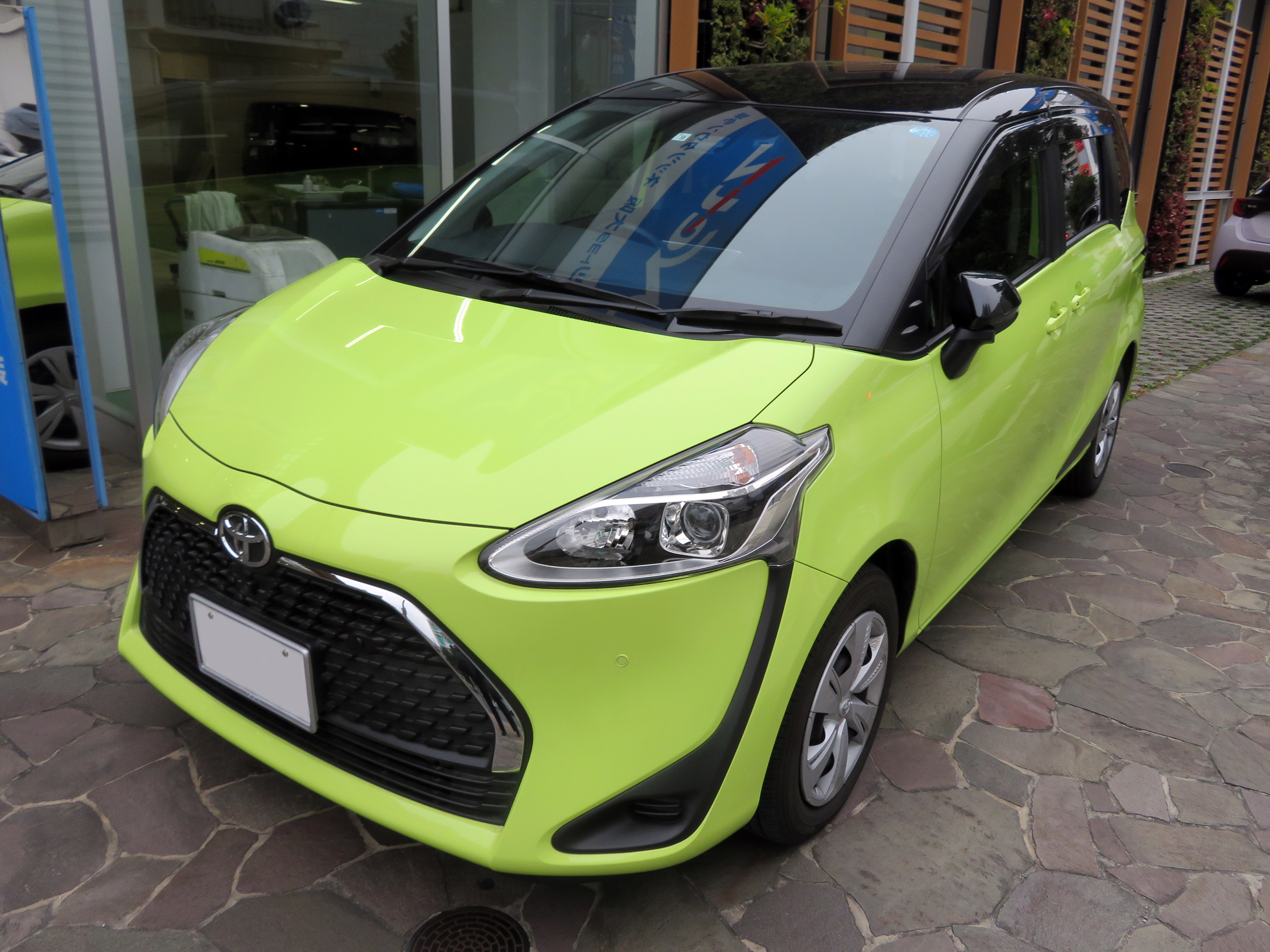
豐田Sienta Funbase X（NSP170G；改型，日本）
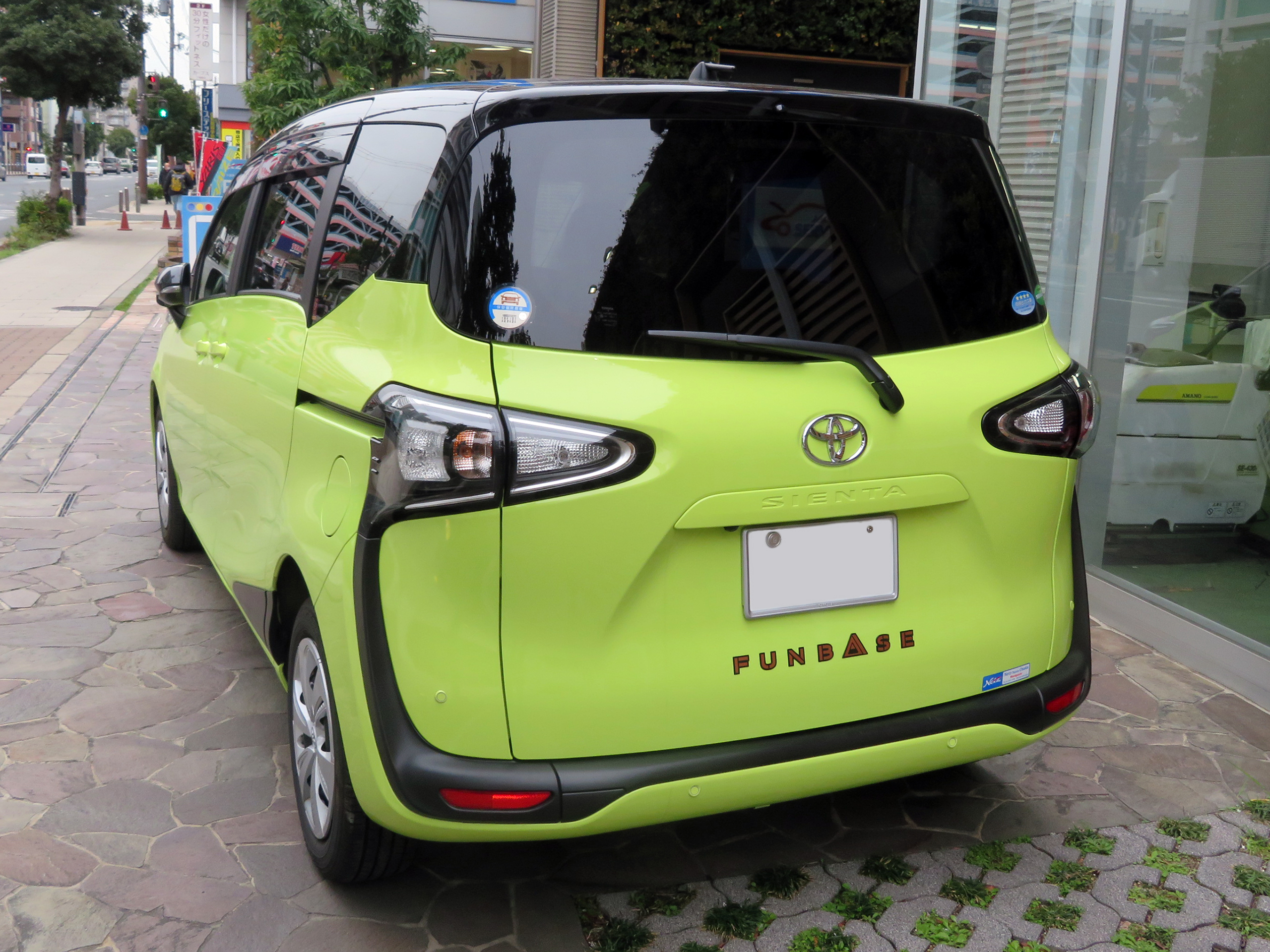
豐田Sienta Funbase X（NSP170G；改型，日本）
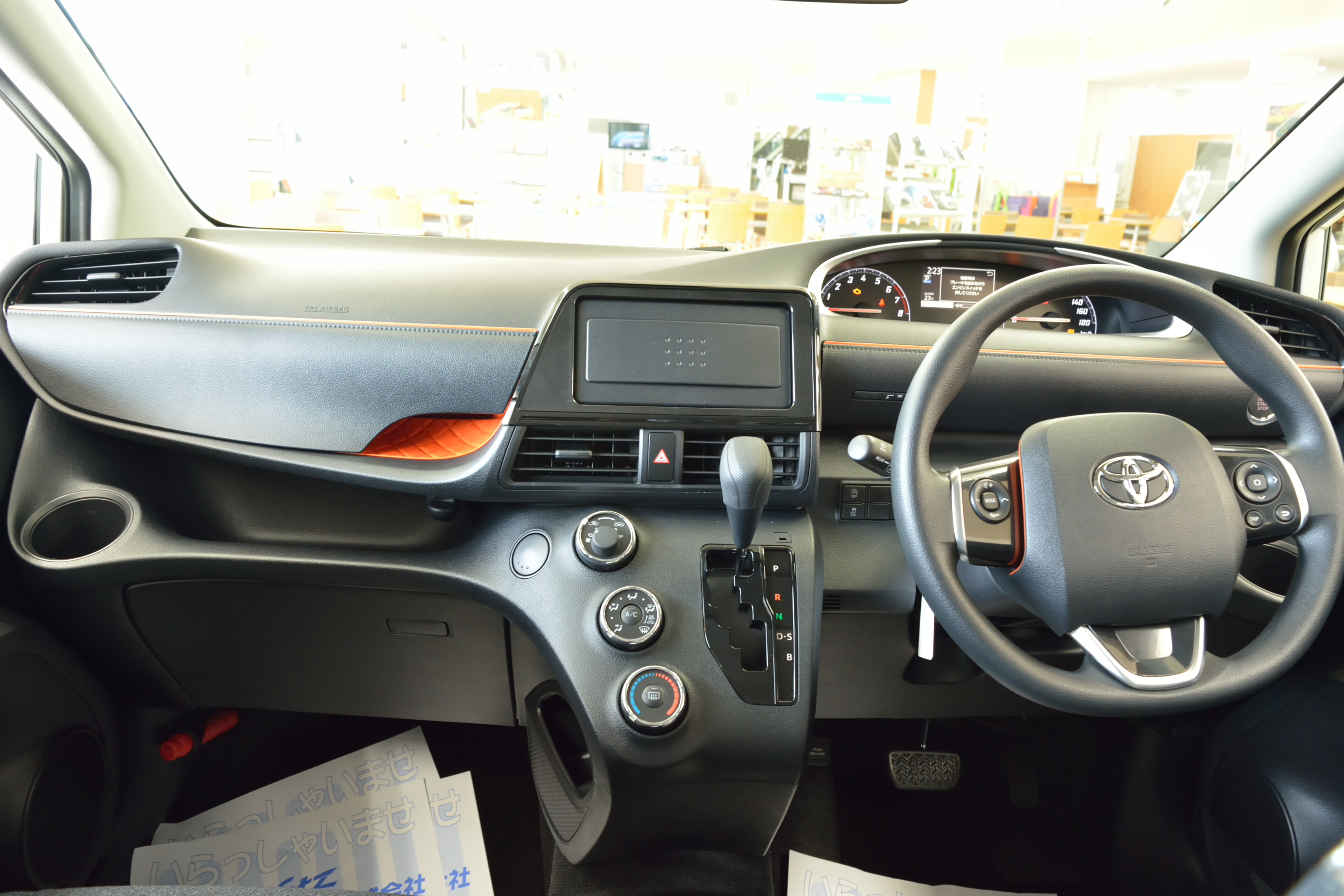
2015 豐田Sienta車內（未改型，日本）
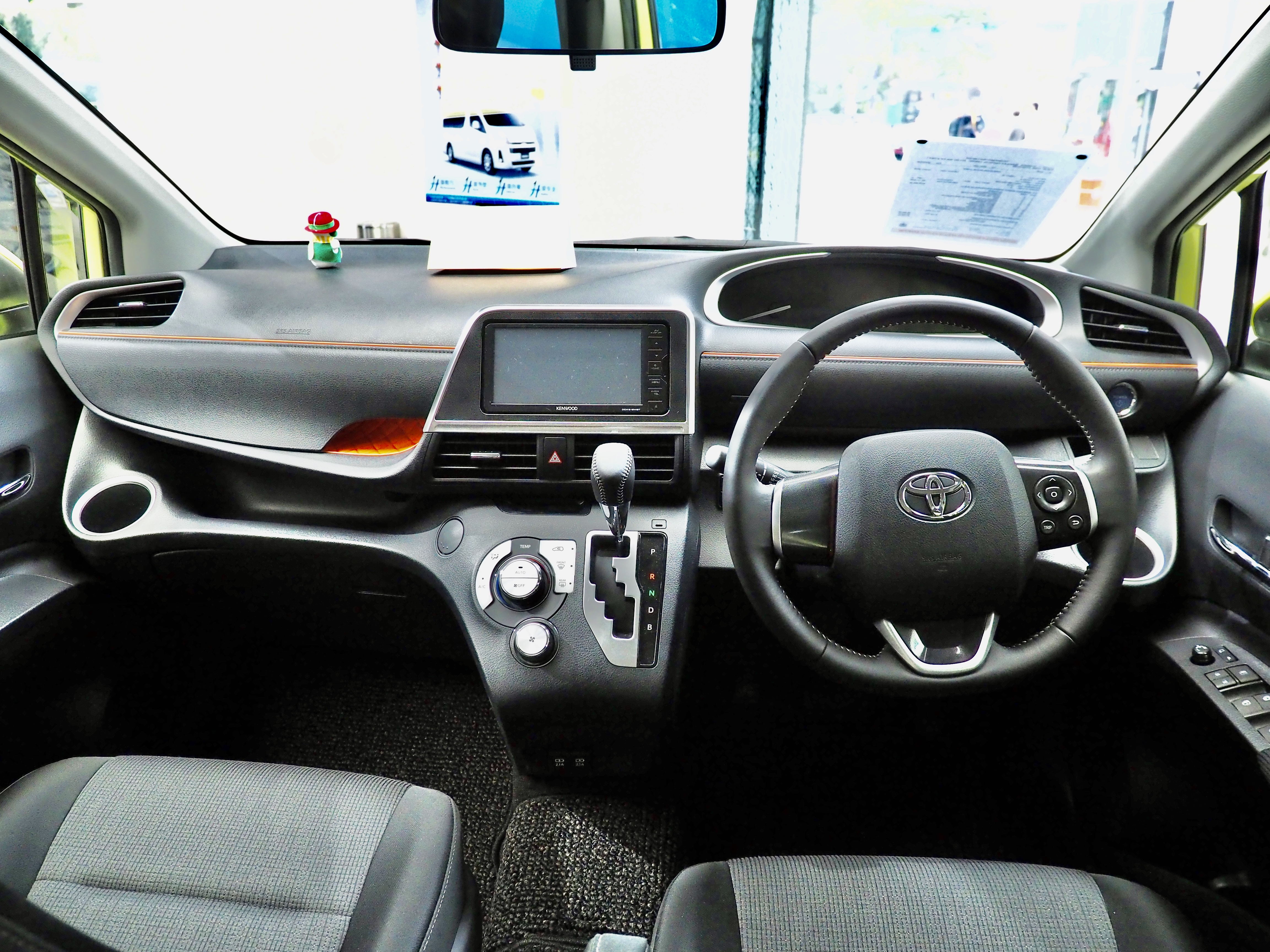
2018 豐田Sienta（混能）車內（改型，香港）

## 第三代Sienta（XP210；2022年至今）
第三代Sienta於2022年8月23日在日本上市，基於與Yaris XP210系列共享的GA-B平台打造， 提供 X、G 和 Z 等級。

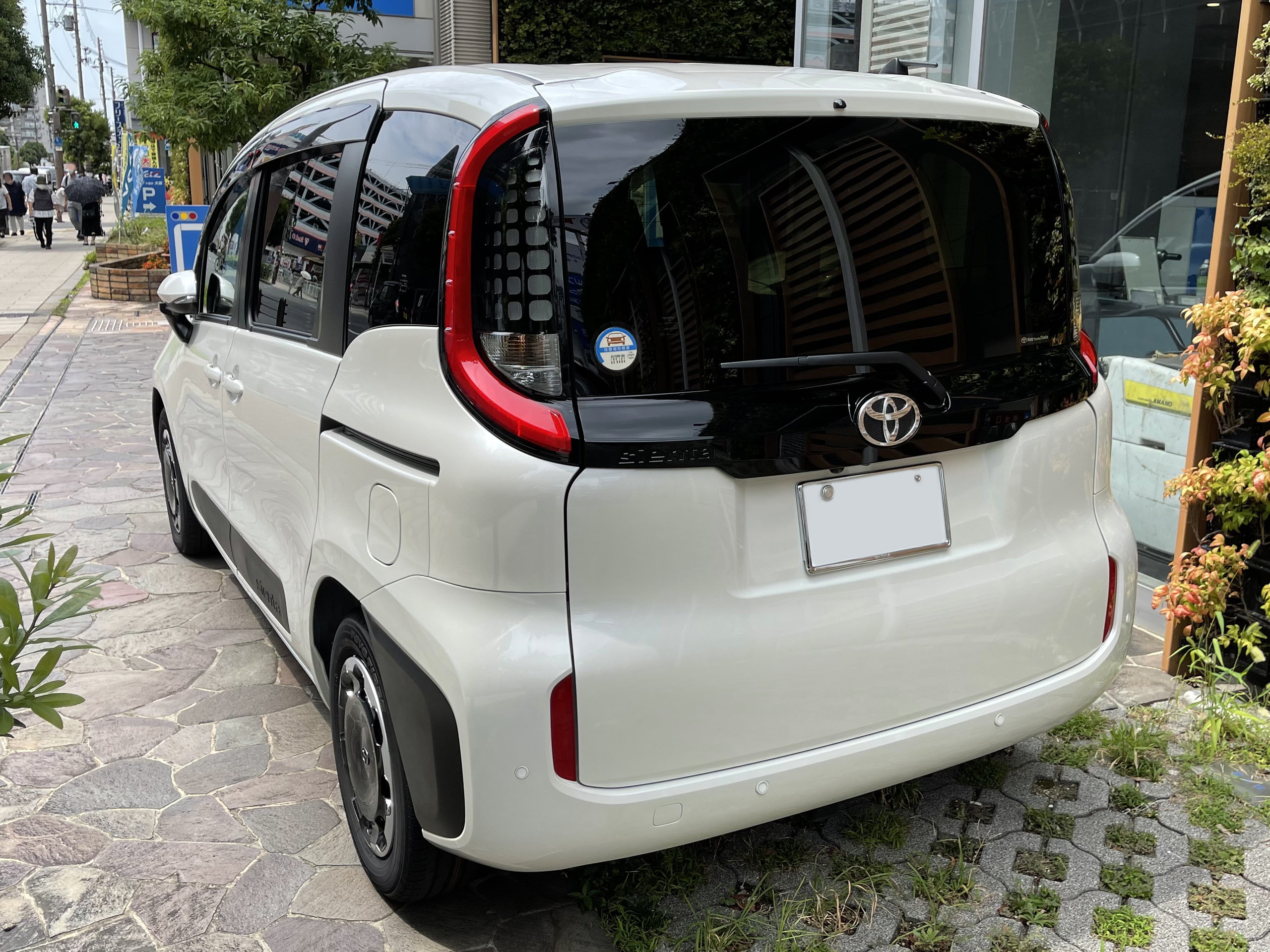
2022 Sienta Z（MXPC10G，日本）
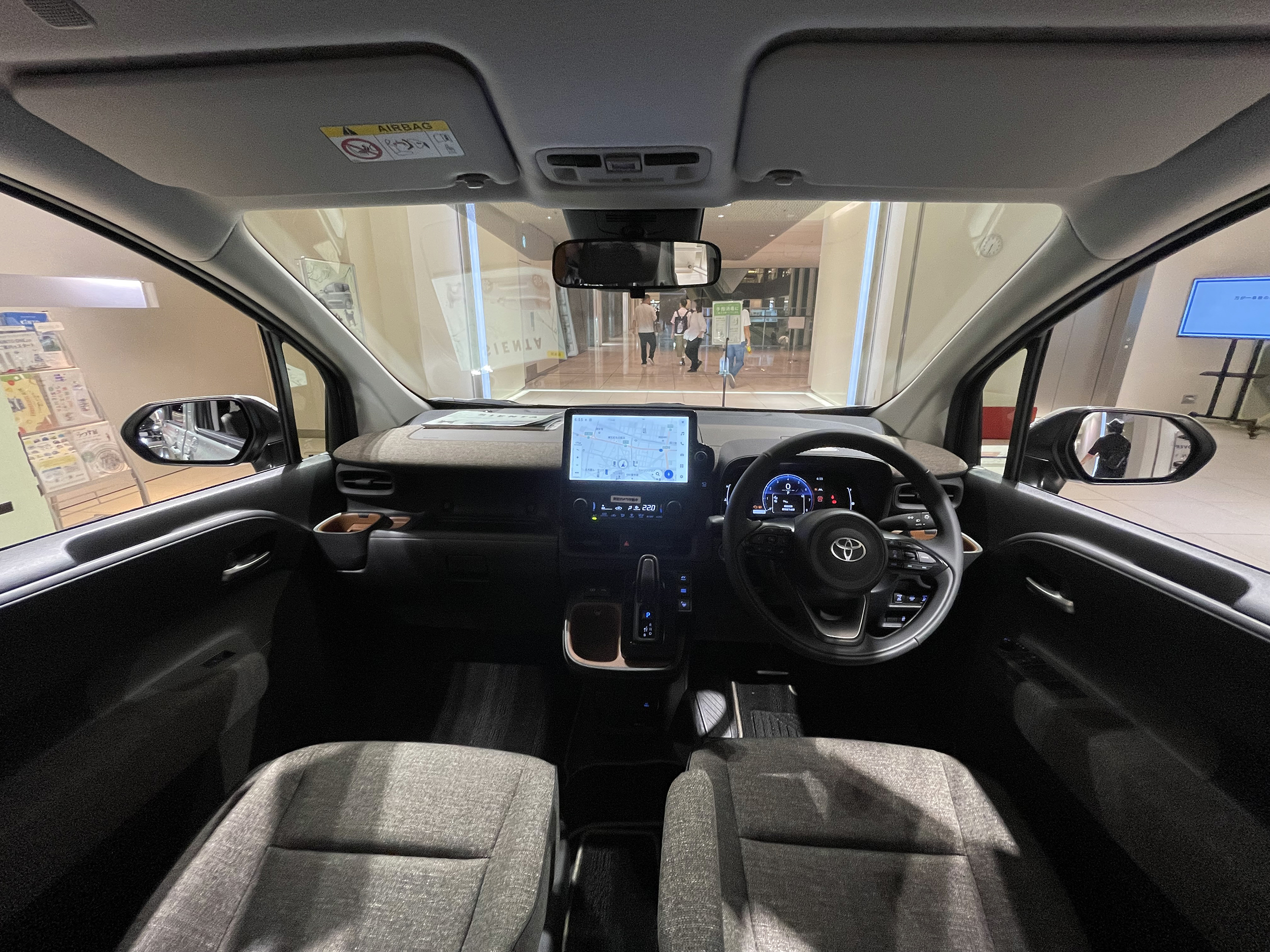
2022 Sienta Hybrid Z 內裝（日本）

## 銷量
| 公曆年 | 日本    | 台灣   | 印度尼西亞 | 泰國  |
| ------ | ------- | ------ | ---------- | ----- |
| 2015   | 63,904  |        |            |       |
| 2016   | 125,832 | 2,581  | 17,935     | 2,356 |
| 2017   | 96,847  | 14,577 | 15,835     | 6,426 |
| 2018   | 94,048  | 15,699 | 5,113      | 5,533 |
| 2019   | 110,880 |        | 1,030      | 4,531 |